# Косарев, Владимир Владиленович
Влади́мир Владиле́нович Ко́сарев (4 апреля 1959, Владивосток, СССР) — советский и российский футболист, полузащитник, нападающий.

## Карьера
Воспитанник владивостокского футбола. С 1976 года играл за местный «Луч». В 1981 году перешёл в «Амур». 1982 год провёл спартаковских командах Костромы и Москвы. С 1983 года выступал за «Шинник», после чего вернулся в «Луч» в 1988 году. В 1990 году уехал играть на Кипр, где подписал контракт с «Омонией» из Арадиппу, вместе с которой вышел в элитный дивизион. В 1992 году завершил карьеру.

## Достижения
- Серебряный призёр Второго дивизиона Кипра: 1990/91

## Личная жизнь
Отец — Владилен Николаевич, также футболист, выступал за «Луч». Жена — Ирина. В 1979 году родился сын, а через 6 лет родилась дочь.